# Romee Strijd
Romee Strijd (Zoetermeer, Países Bajos; 19 de julio de 1995) es una modelo neerlandesa conocida por ser un ángel de Victoria's Secret desde 2015.

## Carrera
En 2011, Strijd firmó un contrato con la agencia DNA Model Management. En 2017, sin embargo anunció que pasaba a ser representada por la agencia IMG Models.
Ha aparecido en editoriales para la revista Vogue en sus ediciones británica, alemana, española y holandesa; para la Elle francesa y holandesa, para la Harper's Bazaar española, para la Marie Claire holandesa, y la francesa Madame Figaro.
Desfiló para Alexander McQueen, Badgley Mischka, Balmain, Burberry, Calvin Klein, Celine, Christopher Kane, DKNY, Donna Karan, EDUN, Giambattista Valli, Hussein Chalayan, Isabel Marant, Jil Sander, Jill Stuart, Kenzo, Loewe, Louis Vuitton, Marchesa, Michael Kors, Nina Ricci, Peter Som, Phillip Lim, Prabal Gurung, Prada, Rag & Bone, Rochas, Roland Mouret, Vera Wang y Victoria's Secret.
Ha aparecido en campañas de Carolina Herrera, Alexander McQueen, Donna Karan, Stradivarius, Giuseppe Zanotti, H&M, y Marchesa.
En 2014, fue elegida para debutar en el Victoria's Secret Fashion Show de ese año. En 2015, se convirtió en ángel de la marca y en 2018 fue portadora del Swarovski Outfit confeccionado con más de 125.000 cristales de Swarovski.
En su trayectoria como ángel, ha abierto segmento en una ocasión y ha cerrado segmentos en 3 ocasiones. 
Recientemente ha empezado un YouTube en el cual hace videos sobre su estilo de vida.

## Vida personal

### Maternidad
Mantiene una relación con Laurens van Leeuwen desde su adolescencia. En mayo de 2020 anunciaron que se encontraban esperando su primer hijo, una niña. El 2 de diciembre de 2020 nació su hija, Mint van Leeuwen. Anunciaron su compromiso en enero de 2022. El 25 de mayo de 2022 anunció que estaba embarazada por segunda vez. Su hija, June van Leeuwen, nació el 11 de noviembre de 2022.

### Salud
Al anunciar su primer embarazo, Strijd reveló que había sufrido del síndrome de ovario poliquístico por 7 años (hasta octubre de 2019), impidiendo que ella tuviera su menstruación, que cambió su rutina a hábitos más saludables y redujo el estrés que sufría.